# Larry Clark
Larry Clark, född 19 januari 1943 i Tulsa, Oklahoma, USA, är en amerikansk regissör, manusförfattare och fotograf. Clark är främst känd för sin debutfilm Kids (1995). Tonåringar på glid är ett genomgående tema i Clarks arbete, både som filmskapare och som fotograf. Hans realistiska skildringar av drogmissbruk, våld, sex och tonårsprostitution har många gånger skapat debatt.

## Filmografi i urval
- 1995 – Kids (regi och manus)
- 1998 – Another Day In Paradise (regi och producent)
- 2001 – Bully (regi)
- 2001 – Teenage Caveman (regi)
- 2002 – Ken Park (regi och manus)
- 2005 – Wassup Rockers (regi, manus och producent)
- 2006 – Destricted (regi)
- 2013 – Marfa Girl (regi och manus)
- 2014 – The Smell of Us (regi)